# Sandie Richards
Alexandra Angela Richards, detta Sandie (Clarendon, 6 novembre 1968), è un'ex velocista giamaicana, specializzata nei 400 metri piani e campionessa mondiale della staffetta 4×400 metri a Edmonton 2001, nonché medaglia d'argento ai Giochi olimpici di Sydney 2000.

## Biografia
Inizia la sua carriera internazionale nel 1986, con un bronzo ai Mondiali juniores. L'anno successivo è ancora bronzo alla XIV Universiade.
Il suo esordio olimpico avviene a Seul nel 1988, dove giunge 5ª con la staffetta 4×400 m. Oltre all'argento di cui sopra ha anche colto un bronzo, sempre nella staffetta, ad Atene nel 2004.
Altri suoi importanti successi sono stati l'oro nei 400 metri ai Giochi del Commonwealth del 1998 e ai Campionati mondiali 2001 nella staffetta 4×400 m. In quest'ultima manifestazione è stata anche scelta come portabandiera e capitano della nazionale giamaicana.
Detiene il record di apparizioni nelle finali dei Campionati mondiali indoor: 9 in tutto, 5 nei 400 metri e 4 nella 4×400 metri. Nel 1998 è stata eletta sportiva giamaicana dell'anno.

## Record nazionali

### Seniores
- 400 metri piani indoor: 50"93 ( Toronto, 14 marzo 1993)

## Palmarès
| Anno | Manifestazione          | Sede         | Evento      | Risultato        | Prestazione | Note                                     |
| ---- | ----------------------- | ------------ | ----------- | ---------------- | ----------- | ---------------------------------------- |
| 1986 | Mondiali juniores       | Atene        | 400 metri   | Bronzo           | 52"23       |                                          |
| 1987 | Universiade             | Zagabria     | 400 metri   | Bronzo           | 51"42       |                                          |
| 1987 | Giochi panamericani     | Indianapolis | 4×400 metri | Bronzo           | 3'29"50     |                                          |
| 1987 | Mondiali                | Roma         | 400 metri   | Semifinale       | 51"54       |                                          |
| 1987 | Mondiali                | Roma         | 4×400 metri | 6ª               | 3'27"51     |                                          |
| 1988 | Giochi olimpici         | Seul         | 400 metri   | Quarti di finale | 52"90       |                                          |
| 1988 | Giochi olimpici         | Seul         | 4×400 metri | 5ª               | 3'23"13     |                                          |
| 1991 | Giochi panamericani     | L'Avana      | 4×400 metri | Bronzo           | 3'28"33     |                                          |
| 1992 | Giochi olimpici         | Barcellona   | 400 metri   | 7ª               | 50"19       |                                          |
| 1992 | Giochi olimpici         | Barcellona   | 4×400 metri | 5ª               | 3'25"68     |                                          |
| 1993 | Mondiali indoor         | Toronto      | 400 metri   | Oro              | 50"93       | Record nazionale                         |
| 1993 | Mondiali indoor         | Toronto      | 4×400 metri | Oro              | 3'32"32     |                                          |
| 1993 | Mondiali                | Stoccarda    | 400 metri   | Bronzo           | 50"44       |                                          |
| 1993 | Mondiali                | Stoccarda    | 4×400 metri | 4ª               | 3'23"83     |                                          |
| 1994 | Giochi del Commonwealth | Victoria     | 400 metri   | Bronzo           | 50"69       |                                          |
| 1994 | Giochi del Commonwealth | Victoria     | 4×400 metri | Argento          | 3'28"63     |                                          |
| 1995 | Mondiali indoor         | Barcellona   | 400 metri   | Argento          | 51"38       |                                          |
| 1995 | Mondiali                | Göteborg     | 400 metri   | 8ª               | 51"13       |                                          |
| 1995 | Mondiali                | Göteborg     | 4×400 metri | Finale           | DSQ         |                                          |
| 1996 | Giochi olimpici         | Atlanta      | 400 metri   | 7ª               | 50"45       |                                          |
| 1996 | Giochi olimpici         | Atlanta      | 4×400 metri | 4ª               | 3'21"69     |                                          |
| 1997 | Mondiali indoor         | Parigi       | 400 metri   | Argento          | 51"17       |                                          |
| 1997 | Mondiali                | Atene        | 400 metri   | Argento          | 49"79       | Miglior prestazione personale            |
| 1997 | Mondiali                | Atene        | 4×400 metri | Bronzo           | 3'21"30     | Record nazionale                         |
| 1998 | Giochi CAC              | Maracaibo    | 400 metri   | Oro              | 51"27       |                                          |
| 1998 | Giochi CAC              | Maracaibo    | 4×400 metri | Argento          | 3'30"03     |                                          |
| 1998 | Giochi del Commonwealth | Kuala Lumpur | 400 metri   | Oro              | 50"17       | Record dei campionati                    |
| 1999 | Mondiali indoor         | Maebashi     | 400 metri   | 5ª               | 51"75       |                                          |
| 1999 | Mondiali indoor         | Maebashi     | 4×400 metri | 5ª               | 3'30"16     | Record nazionale                         |
| 2000 | Giochi olimpici         | Sydney       | 400 metri   | Semifinale       | 50"42       |                                          |
| 2000 | Giochi olimpici         | Sydney       | 4×400 metri | Argento          | 3'23"25     |                                          |
| 2001 | Mondiali indoor         | Lisbona      | 400 metri   | Oro              | 51"04       |                                          |
| 2001 | Mondiali indoor         | Lisbona      | 4×400 metri | Argento          | 3'30"79     |                                          |
| 2001 | Mondiali                | Edmonton     | 400 metri   | Semifinale       | 51"40       |                                          |
| 2001 | Mondiali                | Edmonton     | 4×400 metri | Oro              | 3'20"65     | Miglior prestazione mondiale stagionale  |
| 2002 | Giochi del Commonwealth | Manchester   | 400 metri   | Bronzo           | 51"79       |                                          |
| 2003 | Mondiali indoor         | Birmingham   | 400 metri   | Semifinale       | 52"20       |                                          |
| 2003 | Mondiali indoor         | Birmingham   | 4×400 metri | Argento          | 3'31"23     |                                          |
| 2003 | Mondiali                | Parigi       | 400 metri   | Semifinale       | 51"80       |                                          |
| 2003 | Mondiali                | Parigi       | 4×400 metri | Bronzo           | 3'22"92     | Miglior prestazione personale stagionale |
| 2004 | Giochi olimpici         | Atene        | 4×400 metri | Bronzo           | 3'22"00     |                                          |

## Altre competizioni internazionali
1994
- 5ª alle IAAF Grand Prix Final ( Parigi), 400 metri - 51"04
- Bronzo in Coppa del mondo ( Londra), 4×400 metri - 3'27"91

1998
- Bronzo alle IAAF Grand Prix Final ( Mosca), 400 metri - 50"44
- Bronzo in Coppa del mondo ( Johannesburg), 400 metri - 50"33
- Argento in Coppa del mondo ( Johannesburg), 4×400 metri - 3'24"39

2000
- 4ª alle IAAF Grand Prix Final ( Doha), 400 metri - 50"92

2002
- 6ª alle IAAF Grand Prix Final ( Parigi), 400 metri - 52"28
- Oro in Coppa del mondo ( Madrid), 4×400 metri - 3'23"53